# Esenbeckia plicata
Esenbeckia plicata là một loài rêu trong họ Pterobryaceae. Loài này được Brid. mô tả khoa học đầu tiên năm 1827.